# Paula Fernández Viaña
Paula Fernández Viaña (Bárcena de Pie de Concha, Cantabria, 1971) es una política española, secretaria de Organización del Partido Regionalista de Cantabria (PRC) desde noviembre de 2018 y candidata a las Elecciones Autonómicas de 2027. Durante el cuarto mandato de Miguel Ángel Revilla, fue consejera de Presidencia, Interior, Justicia y Acción Exterior del Gobierno de Cantabria entre 2019 y 2023.

## Biografía
Nació en Bárcena de Pie de Concha en 1971. Es licenciada en Derecho por la Universidad de Cantabria (1992). Posee un máster en Mediación por la misma universidad.
Fue concejal del Ayuntamiento de Bárcena de Pie de Concha entre 1999 y 2011.
En las elecciones autonómicas de 2015 fue elegida por primera vez diputada del Parlamento de Cantabria, puesto al que renunció para hacerse cargo de la jefatura de gabinete del consejero de Presidencia y Justicia, Rafael de la Sierra. Tras la dimisión de este último por motivos de salud, Fernández Viaña accedió al cargo de consejera en abril de 2019. En los comicios de ese año recuperó su escaño en el Parlamento y, tras la revalidación del pacto entre el PRC y el PSC-PSOE, fue designada nuevamente como consejera.
El 10 de marzo de 2023, asumió la titularidad ad interim de la Consejería de Obras Públicas, Ordenación del Territorio y Urbanismo tras la dimisión del consejero, José Luis Gochicoa González, tras el caso de corrupción conocido como «Caso carreteras». El 18 de marzo cesó en el cargo tras el nombramiento de la nueva consejera, Jezabel Morán Lamadrid.
Como consecuencia del importante retroceso del PRC en las elecciones autonómicas del 28 de mayo de 2023, no fue posible continuar con el acuerdo de gobierno con el PSC-PSOE, siendo cesada de sus funciones el 7 de julio de 2023.
Tras su salida del gobierno regional, se dedicó a la actividad parlamentaria e interna del partido. En el ámbito parlamentario, presidió la Comisión de Presidencia, Justicia, Seguridad y Simplificación Administrativa y ejerció como vicepresidenta de la Comisión de Estatuto de los Diputados, así como vocal de las comisiones de Salud y de Economía, Hacienda y Fondos Europeos.
Será la candidata del PRC en las Elecciones Autonómicas de 2027, después de imponerse a Pablo Diestro con más del 65% de los votos. En total, sumó 1.504 de los 3.302 sufragios emitidos en una consulta a la militancia en la que participó el 29,43% de la misma.